# Steve-O
Stephen Gilchrist Glover (født 13. juni 1974) kendt under hans professionelle navn Steve-O, er fuldgyldigt medlem af Jackass som er en amerikansk gruppe af unge vovehalse, der på MTV udfører dristige stunts for åben skærm. Steve-O startede som klovn i et cirkus. I 1996 mødte han Jeff Tremaine og Johnny Knoxville, som var i gang med et større projekt nemlig Jackass. Steve-O og Kat von Dee datede i tre måneder, men det sluttede i marts 2016.